# CXCL13
CXCL13‏ (C-X-C motif chemokine ligand 13) هوَ بروتين يُشَفر بواسطة جين CXCL13 في الإنسان.